# Yorke Sherwood
Pour les articles homonymes, voir Sherwood.
Yorke Sherwood (né le 14 décembre 1873 à Manchester et mort le 27 septembre 1958 à Hollywood) est un acteur britannique du cinéma américain.

## Filmographie partielle
- 1936 : Le Roman de Marguerite Gautier (Camille) de George Cukor
- 1941 : Docteur Jekyll et M. Hyde (Dr. Jekyll and Mr. Hyde) de Victor Fleming
- 1942 : Prisonniers du passé (Random Harvest) de Mervyn LeRoy
- 1943 : Jane Eyre de Robert Stevenson